# 佐井村立福浦小中学校
佐井村立福浦小中学校（さいそんりつ ふくうらしょうちゅうがっこう）は、青森県下北郡佐井村大字長後にあった小中学校併設校。

## 概要
- 本校は、佐井村南部の長後字福浦川目地区にあり、福浦地区を学区としていた。
- 児童・生徒の減少により、2018年度末をもって、閉校となった。
- 平成30年度（閉校時点）の在籍者数は、小学校2名、中学校1名である[1]。

## 沿革
- 1886年（明治19年） - 福浦村に佐井尋常小学校福浦分校として発足。
- 1897年（明治30年） - 個人から、畑地の寄贈を受け、校舎新築。
- 1904年（明治37年）4月1日 - 高等科併設し、佐井尋常高等小学校福浦分教場に改称。
- 1930年（昭和5年）11月3日 - 校舎新築。
- 1941年（昭和16年）4月1日 - 国民学校令により、佐井国民学校福浦分教場に改称。
- 1947年（昭和22年）4月1日 - 学校教育法（旧法）施行により、佐井村立佐井小学校福浦分校に改称。同日から佐井中学校福浦分校を併置。
- 1954年（昭和29年）4月1日 - 昇格独立し、佐井村立福浦小学校・佐井村立福浦中学校に改称。
- 1955年（昭和30年）9月20日 - 校舎新築。
- 1998年（平成10年）
  - 2月 - 新校舎完成。
  - 10月 - 屋内体育館完成。
- 2018年（平成30年）
  - 6月5日 - 最後の運動会が行われた[2]。
  - 10月27日 - 閉校記念式典挙行[3]。
- 2019年（平成31年）
  - 3月13日 - 最後の卒業式挙行[4]。最後の卒業生は、女子中学生と男子小学生の2名。
  - 3月31日 - 児童・生徒の減少により、閉校し、佐井小学校・佐井中学校へ統合。

## 学区
- 福浦地区

## 周辺
- 国道338号
- 福浦川

## アクセス
- 佐井村コミュニティバス大間病院ルート「福浦」バス停から、徒歩520 m・約10分。但し、「福浦バス停」発着便は、火曜日の1往復のみの運行。
- シィラインで、福浦港下船後、820 m・徒歩約14分、車で約2分。
- 佐井村中心部からは、
  - 車で国道338号経由で約17.5 km・約35分。
  - シィラインで、佐井港⇔福浦港間、15分 - 30分。

## 参考資料
- 『青森県教育史 別巻』（青森県教育委員会・1973年12月20日）
  - 842 - 843頁「学校沿革 小学校 福浦小学校」
  - 841頁「学校沿革 小学校 佐井小学校」
  - 934頁「学校沿革 中学校 福浦中学校」